# Kouzelná Beruška a Černý kocour (4. řada)
Čtvrtá řada počítačem animovaného seriálu Kouzelná Beruška a Černý kocour je pokračování třetí řady tohoto seriálu.
17. května 2017 byl seriál prodloužen o čtvrtou a pátou řadu. Premiéra čtvrté řady byla původně stanovena na podzim 2020, ale kvůli pandemii koronaviru byl seriál odložen na rok 2021. Světovou premiéru měla 23. března 2021 v Brazílii na stanici Gloob.  Ve Francii měla čtvrtá řada premiéru 11. dubna 2021 na stanici TF1. V Česku měla premiéru 4. října 2021 na stanici Disney Channel. Řada má celkem 26 dílů.

## Děj
Marinette už není jenom Kouzelná Beruška, superhrdinka, která chrání Paříž před útoky padouchů, ale také nová strážkyně mirákulí. To znamená, že nejenže musí udržet svou identitu v tajnosti, ale také existenci těchto turbulentních, magických stvoření, kwamiů! Na Marinette se žene velký nátlak, nemluvě o jejím školním a milostném životě. Teď má totiž ještě méně času a příležitostí říct Adrienovi co k němu cítí...
Marinette nyní musí zdvojnásobit úsilí na ochranu svých tajemství a Beruška bude muset být silnější, aby čelila nezkrotnému protivníkovi: Stínovému Lišajovi, který nyní může spojit obě mirákula: motýlí a paví! Naštěstí se Kouzelná Beruška může spolehnout na Černého kocoura a jejich nové superhrdinské spojence!

## Obsazení

### Hlavní postavy
- Anouck Hautbois jako Marinette Dupain-Chengová / Kouzelná Beruška / Včelí lady / Pegaruška / Pennyruška
- Benjamin Bollen jako Adrien Athanase Agreste / Černý kocour / Kočičí chodec
- Antoine Tomé jako Gabriel Agreste / Stínový Lišaj / Stínový kocour / Lišaj
- Marie Nonnenmacher jako Tikki
- Thierry Kazazian jako Plagg
- Fanny Bloc jako Alya Césaireová / Rena Rouge / Rena Furtive / Scarabella
- Alexandre Nguyen jako Nino Lahiffe / Želvák
- Marie Chevalot jako Chloé Bourgeoisová

### Vedlejší postavy
- Nathalie Homs jako Nathalie Sancoeurová / Mayura
- Gauthier Battoue jako Luka Couffaine / Zmiják
- Clara Soares jako Kagami Tsurugiová / Ryuko, Pollen
- Jessie Lambotte jako Barkk, Mylène Haprèleová / Polymyš, Caline Bustierová, Rose Lavillantová / Selella, Nadja Chamacková a Sabine Chengová
- Alexandre Nguyen jako Lê Chiến Kim / Opičí král a Sass
- Marie Nonnenmacher jako Longg, Sabrina Raincomprix / Slečna Ohař, Juleka Couffaineová / Fialová tygřice a Alix Kubdelová
- Gilbert Levy jako Adrienův bodyguard, pan Damocles a André Bourgeois
- Franck Tordjman jako Xuppu, Daizzi, Ivan Bruel / Minotaurox a Nathaniel Kurtzberg / Klukorožec
- Martial Le Minoux jako Max Kanté / Pegas, Nooroo, Wayzz, Tom Dupain a Roger Raincomprix
- William Coryn jako Trixx
- Thierry Kazazian jako Stompp
- Caroline Combes jako Roaar
- Céline Melloul jako Chlupáč a Ziggy
- Fanny Bloc jako Kaalki a Duusu
- Matthew Géczy jako Jagged Stone
- Fily Keita jako Zoé Leeová / Vesperia

### Hostující postavy
- Antoine Tomé jako Gabriel Agreste (sentipříšera)
- Alexandre Nguyen jako Sentinino / Sentiželvák a Sentibublina
- Franck Tordjman jako Alec Cataldi, Théo Barbot, Fred Haprèle, Xavier Ramier a Sentialec
- Philippe Roullier jako zmrzlinář André
- Nathalie Homs jako paní Mendeleievová a Marlena Césaireová
- Gilbert Levy jako Wang Fu a Robert „Bob“ Roth
- Virginie Ledieu jako Marianne Fuová (roz. Lenoirová)
- Céline Melloul jako Nora Césaireová, Anarka Couffaineová a Audrey Bourgeoisová
- Clara Soares jako Clara Contardová a Lila Rossi
- Benjamin Bollen jako Félix Graham de Vanily / Stylimpozant
- Jeanne Chartier jako Amelie Graham de Vanily
- Josiane Balasko jako Sarah
- Frédérique Marlot jako Tomoe Tsurugiová
- Alexandre Nguyen jako princ Ali, Xavier-Yves „XY“ Roth, Markov a Marc Anciel / Kohouťák
- Anne-Charlotte Piau jako Penny Rollingová
- Thierry Kazazian jako Armand D'Argencourt
- Martial Le Minoux jako sluha Jean a Rolland Dupain
- Marie Diot jako Gina Dupain
- Thomas Astruc jako on sám
- Gauthier Battoue jako Su-Han
- Philippe Candeloro jako Philippe (cameo)
- Marie Nonnenmacher jako Manon Chamacková a Ella Césaireová
- Jessie Lambotte jako Etta Césaireová
- Éric Peter jako Otis Césaire
- Didier Roustan jako on sám
- Franck Dubosc jako Harry Clown

## Seznam dílů
| Č. v seriálu | Č. v řadě | Původní název                                                                                             | Český název                                 | Režie                                                               | Scénář                                                           | Premiéra ve Francii | Premiéra v ČR   | Prod. kód |
| --- | --------- | --- | ------------------------------------------- | ------------------------------------------------------------------- | ---------------------------------------------------------------- | ------------------- | --------------- | --------- |
| 79 | 1         | Truth Vérité                                                                                              | Pravda                                      | Thomas Astruc, Wilfried Pain, Jun Violet, Cyril Adam a Nicolas Hess | Thomas Astruc, Mélanie Duval, Fred Lenoir a Sébastien Thibaudeau | 11. dubna 2021      | 4. října 2021   | 401       |
| Od chvíle, kdy se stala novou strážkyní Kouzelné bedny, byla Marinette zahlcena povinnostmi. Už nemá čas na své přátele, zavrhla Černého kocoura a zmeškala všechny její schůzky s Lukou. Luka cítí, že Marinette má tajemství, ale nemůže mu říct, že když odejde, je to proto, aby se proměnila v Berušku a zachránila Paříž. Luka, hluboce raněn, že mu Marinette nevěří natolik, aby mu svěřila svá tajemství, je akumatizován na Pravdu. S pomocí svého pomocníka, Světlooka, obrovského oka schopného přimět lidi, aby řekli pravdu, chce nejen znát Marinetino tajemství ..., ale také tajemství Kouzelné Berušky a Černého kocoura pro Stínového Lišaje! - Název epizody zveřejnil Thomas Astruc na svém Twitteru 5. července 2018. - Tento díl měl světovou premiéru 3. dubna 2021 ve Švýcarsku na stanici RTS Un. |           | |                                             |                                                                     |                                                                  |                     |                 |           |
| 80 | 2         | Lies Mensonge                                                                                             | Lež                                         | Thomas Astruc, Wilfried Pain, Jun Violet, Cyril Adam a Nicolas Hess | Thomas Astruc, Mélanie Duval, Fred Lenoir a Sébastien Thibaudeau | 18. dubna 2021      | 5. října 2021   | 402       |
| Adrienova kamarádka je akumatizována v Lež. Schopná nechat lháře zmizet, chce zbavit svět lží a těch, kteří je říkají... včetně superhrdinů! - Speciální host: Josiane Balasko jako ona sama ve francouzské verzi - Tento díl měl světovou premiéru 10. dubna 2021 ve Švýcarsku na stanici RTS Un. |           | |                                             |                                                                     |                                                                  |                     |                 |           |
| 81 | 3         | Gang of Secrets Le Gang des Secrets                                                                       | Sesterstvo tajemství                        | Thomas Astruc, Wilfried Pain, Jun Violet, Cyril Adam a Nicolas Hess | Thomas Astruc, Mélanie Duval, Fred Lenoir a Sébastien Thibaudeau | 25. dubna 2021      | 6. října 2021   | 403       |
| Marinettiny přátelé jsou akumatizováni v Sesterstvo tajemství, tým superpadoušek odhodlaný ji zachránit... ať se jí to líbí nebo ne! Odolají jim její tajemství? - Tento díl měl světovou premiéru 17. dubna 2021 ve Švýcarsku na stanici RTS Un. |           | |                                             |                                                                     |                                                                  |                     |                 |           |
| 82 | 4         | Mr. Pigeon 72 M. Pigeon 72                                                                                | Holubí král 72                              | Thomas Astruc, Wilfried Pain, Jun Violet, Cyril Adam a Nicolas Hess | Thomas Astruc, Mélanie Duval, Fred Lenoir a Sébastien Thibaudeau | 23. května 2021     | 7. října 2021   | 404       |
| Pan Ramier je akumatizován na Pana Holuba po 72. krát, ale tentokrát dokáže z lidí udělat zlé holuby! |           | |                                             |                                                                     |                                                                  |                     |                 |           |
| 83 | 5         | Furious Fu Fu Furieux                                                                                     | Zběsilý Fu                                  | Thomas Astruc, Wilfried Pain, Jun Violet, Cyril Adam a Nicolas Hess | Thomas Astruc, Mélanie Duval, Fred Lenoir a Sébastien Thibaudeau | 30. května 2021     | 8. října 2021   | 406       |
| Poté, co se ve městě objeví Su-Han, nebeský strážce mirákulí, musí Kouzelná Beruška prokázát, že jí mistr Fu dal za úkol střežit Kouzelnou bednu. Jak to ale udělá, když Fu ztratil paměť? - Tento díl měl světovou premiéru 23. března 2021 v Brazílii na stanici Gloob. |           | |                                             |                                                                     |                                                                  |                     |                 |           |
| 84 | 6         | Sole Crusher Pirkell                                                                                      | Drtička                                     | Thomas Astruc, Wilfried Pain, Jun Violet, Cyril Adam a Nicolas Hess | Thomas Astruc, Mélanie Duval, Fred Lenoir a Sébastien Thibaudeau | 6. června 2021      | 11. října 2021  | 407       |
| Marinette potká Zoé, novou studentku ve své škole. Ale netuší, že Zoé je nevlastní sestra někoho, kdo je ve škole mocný, a že ten člověk udělá cokoli, aby toto přátelství bylo zničeno. - Tento díl měl světovou premiéru 25. května 2021 v Brazílii na stanici Gloob. |           | |                                             |                                                                     |                                                                  |                     |                 |           |
| 85 | 7         | Queen Banana                                                                                              | Královna Banán                              | Thomas Astruc, Wilfried Pain, Jun Violet, Cyril Adam a Nicolas Hess | Thomas Astruc, Mélanie Duval, Fred Lenoir a Sébastien Thibaudeau | 13. června 2021     | 12. října 2021  | 408       |
| Když je Chloé akumatizována v Královnu Banán, Beruška se rozhodne svěřit mirákulum nové a slibné spojenkyni, aby jí pomohla zastavit superpadoušku a její obří gorilu. - Speciální host: Thomas Astruc jako on sám ve francouzské verzi - Tento díl měl světovou premiéru 28. května 2021 v Německu na stanici Disney Channel. |           | |                                             |                                                                     |                                                                  |                     |                 |           |
| 86 | 8         | Guiltrip Culpabysse                                                                                       | Pocit viny                                  | Thomas Astruc, Wilfried Pain, Jun Violet, Cyril Adam a Nicolas Hess | Thomas Astruc, Mélanie Duval, Fred Lenoir a Sébastien Thibaudeau | 20. června 2021     | 13. října 2021  | 411       |
| Když se Reflekta uzavře do bezedné propasti viny, povolá Beruška spojenkyni s nevyčerpatelným optimismem. - Tento díl měl světovou premiéru 4. května 2021 v Brazílii na stanici Gloob. |           | |                                             |                                                                     |                                                                  |                     |                 |           |
| 87 | 9         | Crocoduel                                                                                                 | Krokoduel                                   | Thomas Astruc, Wilfried Pain, Jun Violet, Cyril Adam a Nicolas Hess | Thomas Astruc, Mélanie Duval, Fred Lenoir a Sébastien Thibaudeau | 29. srpna 2021      | 30. března 2022 | 412       |
| Poté, co se s Lukou rozešla, se mu Marinette snaží za každou cenu vyhnout, protože miluje Adriena. Tahle situace ale ničí jejich přátelé. Ti se rozhodnou pomoci Marinette promluvit s Lukou na Julečině oslavě narozenin. Nicméně plán nejde podle představ a dva lidé jsou akumatizovaní. - Tento díl měl světovou premiéru 3. srpna 2021 v Brazílii na stanici Gloob. |           | |                                             |                                                                     |                                                                  |                     |                 |           |
| 88 | 10        | Optigami                                                                                                  | Optigami                                    | Thomas Astruc, Wilfried Pain, Jun Violet, Cyril Adam a Nicolas Hess | Thomas Astruc, Mélanie Duval, Fred Lenoir a Sébastien Thibaudeau | 5. září 2021        | 14. října 2021  | 413       |
| Nyní, když Stínový Lišaj zná totožnost některých superhrdinů, přichází s novým plánem, jak zjistit totožnost Kouzelné Berušky. Za tímto účelem Nathalie vytvořila novou nebezpečnou sentipříšeru: Optigami. - Tento díl měl světovou premiéru 30. května 2021 v Německu na stanici Disney Channel. |           | |                                             |                                                                     |                                                                  |                     |                 |           |
| 89 | 11        | Sentibubbler Sentibulleur                                                                                 | Sentibublina                                | Thomas Astruc, Wilfried Pain, Jun Violet, Cyril Adam a Nicolas Hess | Thomas Astruc, Mélanie Duval, Fred Lenoir a Sébastien Thibaudeau | 12. září 2021       | 15. října 2021  | 414       |
| Nyní, když Stínový Lišaj ví, že Alya je Rena Rouge, použije svou sentipříšeru k tomu, aby uvěznil všechny lidi, které miluje nejvíc, v bublinách na pařížské obloze. Podmínka jejich uvolnění je jednoduchá: zradit Berušku. - Tento díl měl světovou premiéru 6. července 2021 v Brazílii na stanici Gloob. - Původní scénář této epizody byl dlouhý jednu hodinu. |           | |                                             |                                                                     |                                                                  |                     |                 |           |
| 90 | 12        | Rocketear Larme Ultime                                                                                    | Slzoničitel                                 | Thomas Astruc, Wilfried Pain, Jun Violet, Cyril Adam a Nicolas Hess | Thomas Astruc, Mélanie Duval, Fred Lenoir a Sébastien Thibaudeau | 19. září 2021       | 18. října 2021  | 417       |
| Skrývání tajemství a skutečné identity je velmi obtížné a Alya o tom ví své. Nucena lhát Ninovi, Alya je zmatená a nakonec ho přiměje, aby uvěřil, že je zamilovaná do Černého kocoura. Nino udělá cokoli, aby se hrdinovi pomstil a Stínový Lišaj situaci samozřejmě využije. - Tento díl měl světovou premiéru 13. července 2021 v Brazílii na stanici Gloob. - Francouzská verze byla poprvé vysílána 15. září 2021 v USA na Disney+. |           | |                                             |                                                                     |                                                                  |                     |                 |           |
| 91 | 13        | Mega Leech Sangsure                                                                                       | Megapijavice                                | Thomas Astruc, Wilfried Pain, Jun Violet, Cyril Adam a Nicolas Hess | Thomas Astruc, Mélanie Duval, Fred Lenoir a Sébastien Thibaudeau | 26. září 2021       | 20. října 2021  | 410       |
| Když jde Marinette a její přátelé na protest proti odlesňování náměstí v Paříži, starosta André Bourgeois je rozzuřený a je akumatizován. Beruška nyní bude muset bránit nejen náměstí, ale celou Paříž! - Tento díl měl světovou premiéru 20. července 2021 v Brazílii na stanici Gloob. - Francouzská verze byla poprvé vysílána 15. září 2021 v USA na Disney+. |           | |                                             |                                                                     |                                                                  |                     |                 |           |
| 92 | 14        | Wishmaker Exauceur                                                                                        | Plnič přání                                 | Thomas Astruc, Wilfried Pain, Jun Violet, Cyril Adam a Nicolas Hess | Thomas Astruc, Mélanie Duval, Fred Lenoir a Sébastien Thibaudeau | 3. října 2021       | 19. října 2021  | 418       |
| V Paříži řádí superpadouch a zatímco Marinette přemýšlí o své budoucnosti, padouch proměňuje dětské sny lidí v noční můry. - Tento díl měl světovou premiéru 7. srpna 2021 v USA na stanici Disney Channel. - Francouzská verze byla poprvé vysílána 15. září 2021 v USA na Disney+. |           | |                                             |                                                                     |                                                                  |                     |                 |           |
| 93 | 15        | Hack-San                                                                                                  | Hack-San                                    | Thomas Astruc, Wilfried Pain, Jun Violet, Cyril Adam a Nicolas Hess | Thomas Astruc, Mélanie Duval, Fred Lenoir a Sébastien Thibaudeau | 10. října 2021      | 1. dubna 2022   | 416       |
| Když Marinette potřebuje na den odejít z Paříže na narozeniny své tety do Londýna, strach z něčeho, co se stane v nepřítomnosti Berušky, ji velmi znervózňuje. Stínovému Lišajovi se podaří nakazit Maxova robota zlým virem, aby jej znovu akumatizoval. Co se asi stane? - Cameo: Josiane Balasko jako Sarah a Philippe Candeloro jako Philippe - Tento díl měl světovou premiéru 14. září 2021 v Brazílii na stanici Gloob. - Francouzská verze byla poprvé vysílána 9. října 2021 ve Švýcarsku na stanici RTS Un. |           | |                                             |                                                                     |                                                                  |                     |                 |           |
| 94 | 16        | Simpleman Simplificator                                                                                   | Zjednodušovač                               | Thomas Astruc, Wilfried Pain, Jun Violet, Cyril Adam a Nicolas Hess | Thomas Astruc, Mélanie Duval, Fred Lenoir a Sébastien Thibaudeau | 17. října 2021      | 28. března 2022 | 419       |
| Adrien požádá Marinette o láskavost a jelikož nemůže říct ne, nechá dědečka starat se o 4 děti, o které se měla starat ona, aby mohla pomoci Adrienovi. Netuší však, že dědeček se stane dalším cílem Lišaje. - První minuta epizody byla zveřejněna 18. září 2021 brazilskou stanicí Gloob na jejich YouTube kanálu jako součást překvapení a oslavy zisku 4 milionů odběratelů. - Tento díl měl světovou premiéru 28. září 2021 v Brazílii na stanici Gloob. - Francouzská verze byla poprvé vysílána 16. října 2021 ve Švýcarsku na stanici RTS Un. |           | |                                             |                                                                     |                                                                  |                     |                 |           |
| 95 | 17        | Glaciator 2                                                                                               | Zmrzlinátor 2                               | Thomas Astruc, Wilfried Pain, Jun Violet, Cyril Adam a Nicolas Hess | Thomas Astruc, Mélanie Duval, Fred Lenoir a Sébastien Thibaudeau | 24. října 2021      | 31. března 2022 | 415       |
| Beruška s Kocourem opět čelí Zmrzlinátorovi, který je přesvědčen, že superhrdinové spolu chodí. Když s ním Černý kocour posměšně souhlasí, Kouzelná Beruška mu připomene, že nemohou být pár a že naléhání začíná být skutečně nepříjemné. Poté, co porazí superpadoucha, Černý kocour nahlédne do svého nitra. Když hledá způsob, jak přestat otravovat svou Lady svými pocity, Černý kocour narazí na Marinette, která sama hledá někoho, kdo ji pomůže říct co cítí chlapci, kterého tajně miluje... |           | |                                             |                                                                     |                                                                  |                     |                 |           |
| 96 | 18        | Dearest Family Chère Famille                                                                              | Nejdražší rodina                            | Thomas Astruc, Wilfried Pain, Jun Violet, Cyril Adam a Nicolas Hess | Thomas Astruc, Mélanie Duval, Fred Lenoir a Sébastien Thibaudeau | 31. října 2021      | 29. března 2022 | 421       |
| Den Galette je pro Marinette bohatý na události; Tikki se chová velmi podivně a objeví se čtyři superpadouši. Podaří se Kouzelné Berušce přesto prosadit jako královna dne? - Dne 8. srpna 2021, během brazilského „Miraculous Day“, herci četli část z epizody. - Tento díl měl světovou premiéru 19. října 2021 v Brazílii na stanici Gloob. |           | |                                             |                                                                     |                                                                  |                     |                 |           |
| 97 | 19        | Ephemeral Éphémère                                                                                        | Efeméral                                    | Thomas Astruc, Wilfried Pain, Jun Violet, Cyril Adam a Nicolas Hess | Thomas Astruc, Mélanie Duval, Fred Lenoir a Sébastien Thibaudeau | 7. listopadu 2021   | 5. dubna 2022   | 422       |
| Co kdyby Kouzelná Beruška a Černý kocour odhalili své tajné identity? Beruška, aby porazila padoucha, zavolá devět superhrdinů, i když vše, co potřebovala, byl Černý kocour a jeho kočaklizma. Ale nemohla mu zavolat, protože stále nezná jeho tajnou identitu. Nebeský strážce mirákulí rozhodl, že tato situace nemůže pokračovat. Je příliš nebezpečné nechat mirákulum Černého kocoura cizinci. Pokud má Beruška zůstat Strážkyní, musí najít způsob, jak říct mistrovi Su-Hanovi, kdo ve skutečnosti Černý kocour je. Někdo přece musí znát identitu Černého kocoura, aby mohl mít situaci stoprocentně pod kontrolou. Tváří v tvář tomuto ultimátu, co udělá Beruška? - Tato epizoda je 100. epizodou seriálu v chronologickém pořadí.                                                                              |           | |                                             |                                                                     |                                                                  |                     |                 |           |
| 98 | 20        | Gabriel Agreste                                                                                           | Gabriel Agreste                             | Thomas Astruc, Wilfried Pain, Jun Violet, Cyril Adam a Nicolas Hess | Thomas Astruc, Mélanie Duval, Fred Lenoir a Sébastien Thibaudeau | 14. listopadu 2021  | 4. dubna 2022   | 409       |
| Nathaniel a Marc mají plán, jak může Marinette oznámit své city Adrienovi. Zařídili to ve škole, kde je Adrien bez otcovy kontroly. Chloé ale jejich setkání natočí a vyhrožuje, že vše prozradí Gabrielovi, který by Adrienovi zakázal vrátit se do školy. Chloé stráví večer u Gabriela, kam Marinette nemůže vstoupit. Ale představivost Natha a Marca je neomezená a Marinette, převlečená za servírku, se vplíží do domu Agrestů... kde párty naruší superpadouch. Zachrání Kouzelná Beruška soirée? - Název epizody byl zveřejněn 6. srpna 2020 během brazilského „Miraculous Day“. |           | |                                             |                                                                     |                                                                  |                     |                 |           |
| 99 | 21        | Psycomedian Psycomédien                                                                                   | Psychomediant                               | Thomas Astruc, Wilfried Pain, Jun Violet, Cyril Adam a Nicolas Hess | Thomas Astruc, Mélanie Duval, Fred Lenoir a Sébastien Thibaudeau | 13. února 2022      | 6. dubna 2022   | 405       |
| Slavný komik je akumatizován na Psychomedianta. Schopný vnutit komukoli jakékoliv emoce, chce všem setřít úsměvy z tváří počínaje Kouzelnou Beruškou a Černým kocourem. - Speciální host: Franck Dubosc jako Harry Clown / Psycomedian ve francouzské verzi. Postava je založena na něm. - Tato epizoda byla původně plánována jako „Gagotor“ pro druhou řadu a měla představit francouzského komika Danyho Boona, ale byla z neznámých důvodů zrušena. Nicméně, základní črty obou epizod jsou podobné. - Epizoda měla být animována indickým studiem DQ Entertainment. Studio však zkrachovalo a tvůrci byli nuceni epizodu odložit. - Tento díl měl světovou premiéru 29. ledna 2022 ve Švýcarsku na stanici RTS Un. |           | |                                             |                                                                     |                                                                  |                     |                 |           |
| 100 | 22        | Kuro Neko                                                                                                 | Kuro Neko                                   | Thomas Astruc, Wilfried Pain, Jun Violet, Cyril Adam a Nicolas Hess | Thomas Astruc, Mélanie Duval, Fred Lenoir a Sébastien Thibaudeau | 20. února 2022      | 8. dubna 2022   | 423       |
| Beruška je nyní jako strážkyně mirákulí schopná sestavit úžasný tým, ale Černý kocour se cíti opuštěný a vzdá se svého mirákula. Kouzelná Beruška tak musí najít pro mirákulum Černého kocoura nového majitele. - V této epizodě se objeví postava založená na dívce jménem Rythm, kterou ZAG pozval v červnu 2019 v rámci spolupráce s nadací Make-A-Wish Foundation, aby si splnila své přání. - Tento díl měl světovou premiéru 24. ledna 2022 v Brazílii na stanici Gloob. |           | |                                             |                                                                     |                                                                  |                     |                 |           |
| 101 | 23        | Penalteam                                                                                                 | Penalta                                     | Thomas Astruc, Wilfried Pain, Jun Violet, Cyril Adam a Nicolas Hess | Thomas Astruc, Mélanie Duval, Fred Lenoir a Sébastien Thibaudeau | 27. února 2022      | 11. dubna 2022  | 424       |
| Když je jedna z oblíbených obětí Stínového Lišaje akumatizována na Penaltým, hrozivý tým superpadouchů, Kouzelná Beruška povolá svůj vlastní superhrdinský tým, aby se jí postavil. Nechť vyhraje ten nejlepší tým! - Speciální host: Didier Roustan jako on sám ve francouzské verzi - Tento díl bude měl světovou premiéru 14. února 2022 v Brazílii na stanici Gloob. |           | |                                             |                                                                     |                                                                  |                     |                 |           |
| 102 | 24        | Qilin | Čchi-lin                                    | Thomas Astruc, Wilfried Pain, Jun Violet, Cyril Adam a Nicolas Hess | Thomas Astruc, Mélanie Duval, Fred Lenoir a Sébastien Thibaudeau | 6. března 2022      | 7. dubna 2022   | 420       |
| Kvůli jedné z mnoha Marinettiných chyb je jedna z jejích příbuzných akumatizovaná na Čchi-lin, děsivou superpadoušku. - Tento díl měl světovou premiéru 12. února 2022 v USA na stanici Disney Channel. |           | |                                             |                                                                     |                                                                  |                     |                 |           |
| 103 | 25        | Risk (Shadow Moth's Final Attack - Part 1) Risque (La Dernière Attaque de Papillombre - Partie 1)         | Risk (Lišajův poslední útok: První část)    | Thomas Astruc, Wilfried Pain, Jun Violet, Cyril Adam a Nicolas Hess | Thomas Astruc, Mélanie Duval, Fred Lenoir a Sébastien Thibaudeau | 13. března 2022     | 12. dubna 2022  | 425       |
| Aniž by to Kouzelná Beruška a Černý kocour tušili, Stínový Lišaj pečlivě připravuje svůj poslední útok. - Je to první část speciálu "Lišajův poslední útok". - Tento díl měl světovou premiéru 5. března 2022 v USA na stanici Disney Channel. |           | |                                             |                                                                     |                                                                  |                     |                 |           |
| 104 | 26        | Strikeback (Shadow Moth's Final Attack - Part 2) Réplique (La Dernière Attaque de Papillombre - Partie 2) | Mstitel (Lišajův poslední útok: Druhá část) | Thomas Astruc, Wilfried Pain, Jun Violet, Cyril Adam a Nicolas Hess | Thomas Astruc, Mélanie Duval, Fred Lenoir a Sébastien Thibaudeau | 13. března 2022     | 13. dubna 2022  | 426       |
| Past Stínového Lišaje se nad Beruškou a Černým kocourem uzavírá, čímž hrozí, že se jejich osud navždy obrátí vzhůru nohama... - Je to druhá a poslední část speciálu "Lišajův poslední útok". - Tento díl měl světovou premiéru 10. března 2022 v Brazílii na stanici Gloob. |           | |                                             |                                                                     |                                                                  |                     |                 |           |